# Fosterländska Folkförbundet

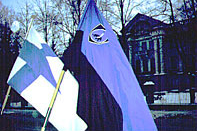
Finska flaggan och IKL:s flagga.

Fosterländska Folkförbundet (finska: Isänmaallinen Kansanliike, IKL), grundat som Isänmaallinen Kansallis-Liitto,  var ett radikalt nationalistiskt parti i Finland grundat i Seinäjoki den 17 april 1993. Partiet ansåg sig vara en fortsättning på Fosterländska folkrörelsen, en fascistisk rörelse som tillsammans med övriga högerextrema grupperingar förbjudits att verka i Finland mellan 1944 och 1991.
Ledare för IKL var Matti Järviharju, som tidigare varit vice ordförande i det antikommunistiska Konstitutionella högerpartiet Under slutet av 1990-talet var IKL engagerat i nätverket Nord-nat, ett nordiskt samarbete med Sverigedemokraterna som initiativtagare. IKL var aktivt som parti till och med parlamentsvalet 2007, men ströks efter valet från partiregistret. IKL:s tidning hette Ajan Suunta.
IKL var negativt inställt till EU och ett eventuellt medlemskap i NATO, och förespråkade ett finskt återtagande av Karelen och andra områden landet förlorade under andra världskriget. Partiet har beskrivits som xenofobiskt och antiryskt.